# كارا هايوارد
كارا هايوارد (بالإنجليزية: Kara Hayward)‏ هي ممثلة أمريكية، بدأت مسيرتها في فيلم مملكة بزوغ القمر للمخرج ويس أندرسون، حيث رشحت لجائزة الفنان الصغير لأفضل ممثلة في 2013.

## حياتها الشخصية
ولدت كارا هايوارد ونشأت في اندوفر، ماساتشوستس. بدأت التمثيل في مسرحية في المخيم الصيفي. لاحقاً ذهبت إلى اختبار تمثيل لفيلم مملكة بزوغ القمر واختيرت لدور «سوزي بيشوب». لقد كان ذلك أول اختبار تمثيل لها وكان عمرها 12 سنة وقت تصوير الفيلم. هي عضوة في جمعية منسا الدولية منذ ان كانت في الثامنة.

## أفلامها
| سنة  | عنوان                   | دور           | ملاحظات   | جوائز |
| ---- | ----------------------- | ------------- | --------- | --- |
| 2012 | Moonrise Kingdom        | سوزي بيشوب    | دور رئيسي | ترشحت - جائزة اختيار النقاد لأفضل ممثل شاب/ممثلة شابة ترشحت - جائزة الفنان الصغير لأفضل أداء في فيلم - ممثلة رئيسية |
| 2015 | The Sisterhood of Night | إميلي باريس   |           | |
| 2015 | Quitters                | إيتا          |           | |
| 2015 | Fan Girl                | جيمس          |           | |
| 2016 | Manchester by the Sea   | سيلفي         |           | |
| 2016 | Paterson                | طالبة         |           | |
| 2018 | Isle of Dogs            | بيبرمنت       |           | |
| 2019 | To the Stars            | أيريس ديربورن |           | |
| 2019 | Us                      | نانسي / سيد   |           | |
| 2019 | Drunk Bus               | كات           |           | |

## روابط خارجية
- كارا هايوارد على موقع IMDb (الإنجليزية)
- كارا هايوارد على موقع ميتاكريتيك (الإنجليزية)
- كارا هايوارد على موقع روتن توميتوز (الإنجليزية)
- كارا هايوارد على موقع قاعدة بيانات الأفلام العربية
- كارا هايوارد على موقع ألو سيني (الفرنسية)
- كارا هايوارد على موقع أول موفي (الإنجليزية)
- كارا هايوارد على موقع قاعدة بيانات الأفلام السويدية (السويدية)
- كارا هايوارد على موقع قاعدة بيانات الفيلم (الإنجليزية)
- كارا هايوارد على موقع ليتربوكسد (الإنجليزية)
- كارا هايوارد على موقع كينوبويسك (الروسية)